# Канделария (муниципалитет)
Канделария (исп. Candelaria) — муниципалитет в Мексике, штат Кампече, с административным центром в одноимённом посёлке. Численность населения, по данным переписи 2020 года, составила 46 913 человек.

## Общие сведения
Название Candelaria было заимствовано у протекающей в этом районе одноимённой реки, которая была названа в честь Девы Марии Канделарии.
Площадь муниципалитета равна 5669,5 км², что составляет 9,9 % от общей площади штата, а наиболее высоко расположенное поселение Чилам-Балам находится на высоте 179 метров.
Он граничит с другими муниципалитетами штата Кампече: на севере с Эскарсегой, на востоке с Калакмулем, и на западе с Карменом, на юго-западе он граничит с другим штатом Мексики — Табаско, а на юге проходит государственная граница с Гватемалой.

## Учреждение и состав
Муниципалитет был образован 19 июня 1998 года, указом № 57 Конгресса штата, отделив часть территории от муниципалитета Кармен.
По данным 2020 года в его состав входит 615 населённых пунктов, самые крупные из которых:
| Код INEGI                  | Населённый пункт                                                                           | Численность населения (2005 год) | Численность населения (2010 год) | Численность населения (2020 год) |
| -------------------------- | ------------------------------------------------------------------------------------------ | -------------------------------- | -------------------------------- | -------------------------------- |
| 011                        | Всего                                                                                      | 37006                            | 41194                            | 46913                            |
| 0001                       | Канделария (исп. Candelaria) 18°11′00″ с. ш. 91°02′47″ з. д.                               | 9285                             | 9812                             | 11121                            |
| 0041                       | Бенито-Хуарес-Уно (исп. Benito Juárez Uno) 18°16′36″ с. ш. 91°05′59″ з. д.                 | 1223                             | 1281                             | 1329                             |
| 0135                       | Эль-Десенганьо (исп. El Desengaño) 17°52′00″ с. ш. 90°26′45″ з. д.                         | 764                              | 930                              | 1257                             |
| 0342                       | Мигель-Идальго-и-Костилья (исп. Miguel Hidalgo y Costilla) 17°53′15″ с. ш. 90°50′51″ з. д. | 1011                             | 938                              | 1053                             |
| 0417                       | Пехелагарто (исп. Pejelagarto) 18°11′23″ с. ш. 90°59′51″ з. д.                             | 672                              | 805                              | 958                              |
| 0340                       | Мигель-Алеман (исп. Miguel Alemán) 18°14′32″ с. ш. 90°57′10″ з. д.                         | 879                              | 886                              | 881                              |
| 0355                       | Эль-Наранхо (исп. El Naranjo) 18°01′16″ с. ш. 91°07′42″ з. д.                              | 1005                             | 1065                             | 855                              |
| 0212                       | Лас-Голондринас (исп. Las Golondrinas) 17°53′18″ с. ш. 90°48′55″ з. д.                     | 669                              | 712                              | 724                              |
| 0367                       | Нуэва-Росита (исп. Nueva Rosita) 18°17′35″ с. ш. 90°44′19″ з. д.                           | 722                              | 731                              | 723                              |
| —                          | Прочие                                                                                     | 20783                            | 24034                            | 28012                            |
| Названия на карте Генштаба |                                                                                            |                                  |                                  |                                  |

## Экономическая деятельность
По статистическим данным 2000 года, работоспособное население занято по секторам экономики в следующих пропорциях:
- сельское хозяйство, животноводство и рыбная ловля — 66,3 %;
- промышленность и строительство — 7,3 %;
- торговля, сферы услуг и туризма — 25 %;
- безработные — 1,4 %.

## Инфраструктура
По статистическим данным 2020 года, инфраструктура развита следующим образом:
- электрификация: 92,4 %;
- водоснабжение: 42,8 %;
- водоотведение: 85,8 %.

## Фотографии
- Ж/д станция в Канделарии
- Река Канделария
- Кемпинг Сальто-Гранде